# Elecciones estatales de Renania-Palatinado de 2006
La elección estatal de Renania-Palatinado de 2006 (Alemania) se llevó a cabo el 26 de marzo de 2006 para elegir a los miembros del Parlamento Regional de Renania-Palatinado.

## Temas y campaña
La elección fue una de las primeras celebradas bajo la gran coalición en el gobierno federal. Por lo tanto, los grandes partidos, el SPD y la CDU, no se atacaron unos a otros como lo habían hecho antes de 2006. Se esperaba que el SPD pudiera sacar provecho de la personalidad de Kurt Beck, mientras que la CDU se postuló de nuevo con su líder Christoph Böhr, que ya había perdido la elección de 2001.

## Resultados

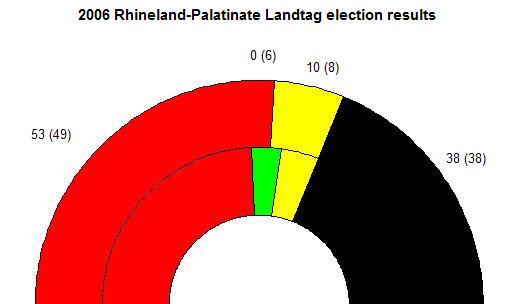
Resultados de escaños -- SPD en rojo, Verdes en verde, FDP en amarillo, CDU en negro.

## Resultados[1]
| Partido | Partido                                                     | Votos     | Porcentaje de votos | Escaños | Porcentaje de escaños |
| ------- | ----------------------------------------------------------- | --------- | ------------------- | ------- | --------------------- |
|         | Partido Socialdemócrata de Alemania (SPD)                   | 799,337   | 45.6%               | 53      | 52.5%                 |
|         | Unión Demócrata Cristiana (CDU)                             | 574,329   | 32.8%               | 38      | 37.6%                 |
|         | Partido Democrático Liberal (FDP)                           | 140,865   | 8.0%                | 10      | 9.9%                  |
|         | Alianza 90/Los Verdes (GRÜNE)                               | 81,441    | 4.6%                | 0       | 0.0%                  |
|         | Trabajo y Justicia Social – La Alternativa Electoral (WASG) | 44,826    | 2.6%                | 0       | 0.0%                  |
|         | Otros                                                       | 91.610    | 6.4%                | 0       | 0.0%                  |
| Total   | Total                                                       | 1,732,408 | 100.0%              | 101     | 100.0%                |

## Post-elección
Kurt Beck (SPD) se mantuvo como Ministro-Presidente, ganando una mayoría absoluta. Beck ofreció al FDP continuar con la coalición ("rojo-amarilla"). El FDP, sin embargo, se negó y se convirtió en un partido de oposición. Los Verdes perdieron su representación en el Landtag, al no alcanzar el 5% de los votos.